# 第76回アカデミー賞
第76回アカデミー賞（だい76かいアカデミーしょう）は、2004年2月29日にコダック・シアターで発表・授賞式が行われた。司会はビリー・クリスタル。ノミネーションは2004年1月27日に行われた。

## 受賞とノミネート
第76回アカデミー賞のノミネートは2004年1月27日午前5時38分PST（13時38分UTC）にカリフォルニア州ビバリーヒルズのサミュエル・ゴールドウィン・シアターにてアカデミー会長のフランク・ピアソンと女優のシガニー・ウィーバーより発表された。最多ノミネートは『ロード・オブ・ザ・リング/王の帰還』の11個、次いで『マスター・アンド・コマンダー』の10個であった。
授賞結果は2004年2月29日開催の授賞式で発表された。『ロード・オブ・ザ・リング/王の帰還』は『ベン・ハー』と『タイタニック』と並ぶ史上最多の11部門で受賞を果たした。またノミネートされた部門全てで勝利したが、これは『恋の手ほどき』と『ラストエンペラー』の9部門を超える史上最多記録であった。さらに演技部門で1つもノミネートされずに作品賞を獲得した10例目となった。ソフィア・コッポラはアメリカ人女性としては初めて、女性としても史上3人目の監督賞候補者となった。また彼女は脚本賞を獲得したが、父のフランシス・フォード・コッポラと祖父のカーマインも受賞経験者であり、3世代にわたってオスカー受賞者を達成した2例目となった。主演女優賞にノミネートされたケイシャ・キャッスル＝ヒューズは当時13歳であったが、これは2013年にクヮヴェンジャネ・ウォレス（9歳）に更新されるまでは同部門史上最年少記録であった。『ミスティック・リバー』のショーン・ペンとティム・ロビンスはそれぞれ主演男優賞と助演男優賞を獲得し、男優の両部門を制した史上4例目となった。

### 結果

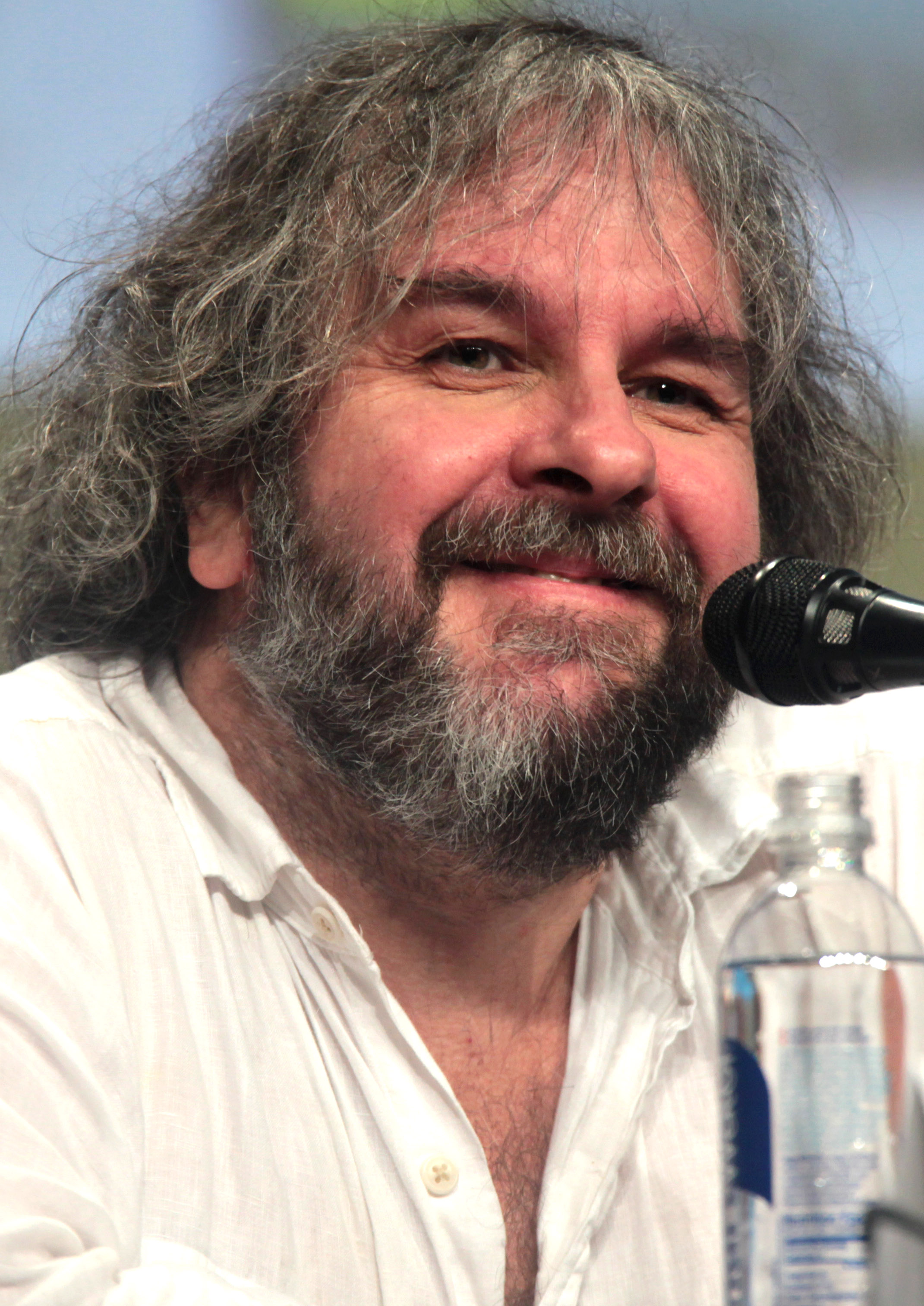
ピーター・ジャクソンは監督賞・脚色賞・作品賞を獲得した。

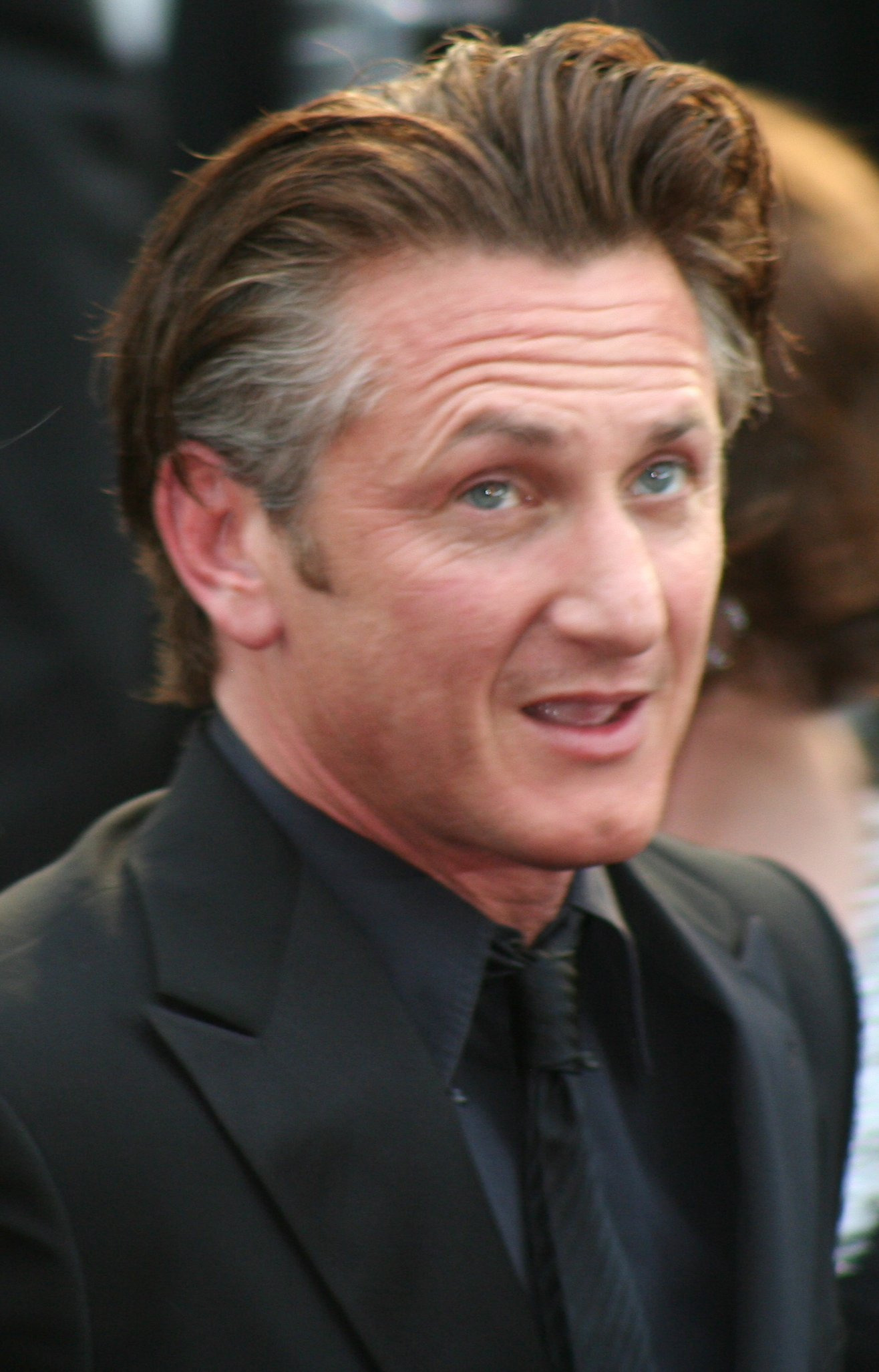
ショーン・ペンは主演男優賞を獲得した。

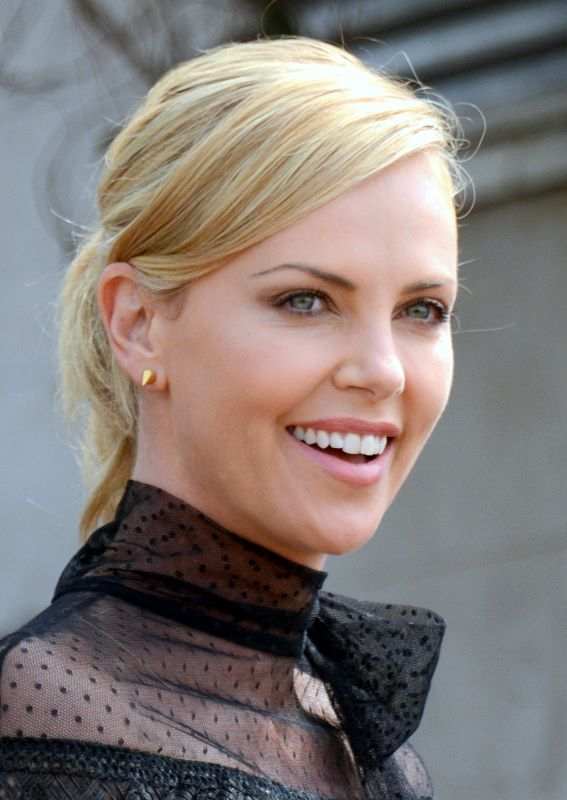
シャーリーズ・セロンは主演女優賞を獲得した。

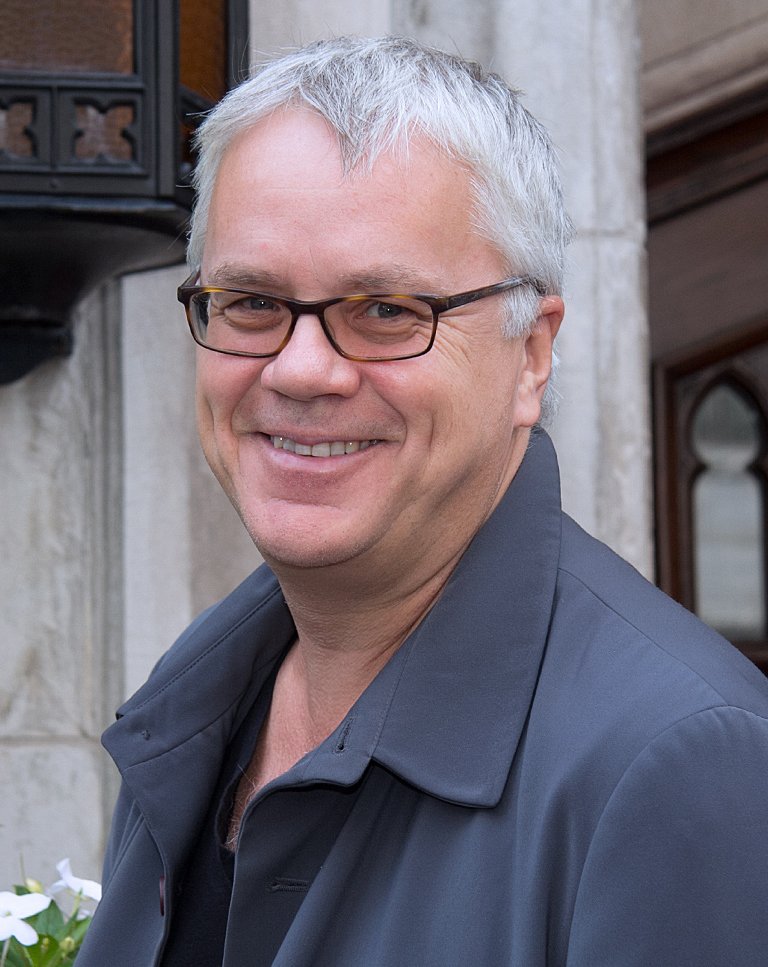
ティム・ロビンスは助演男優賞を獲得した。

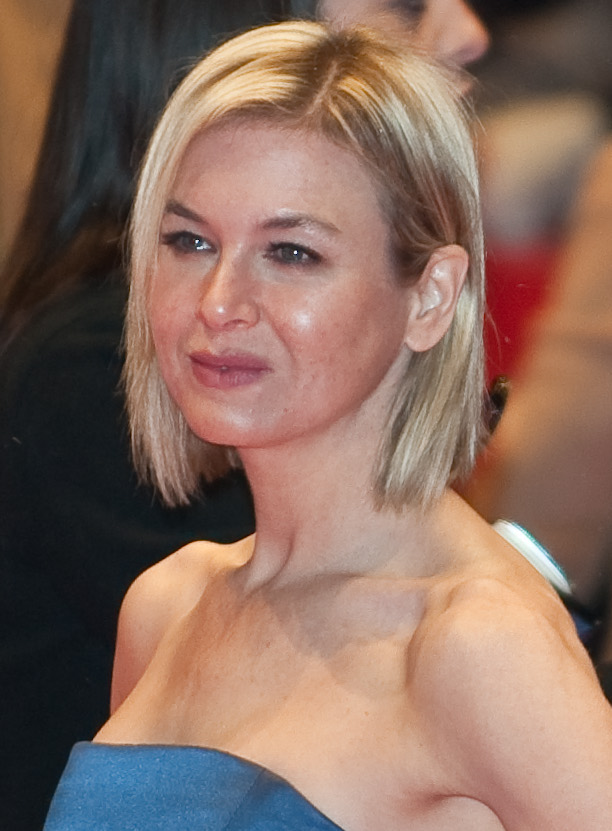
レネー・ゼルウィガーは助演女優賞を獲得した。

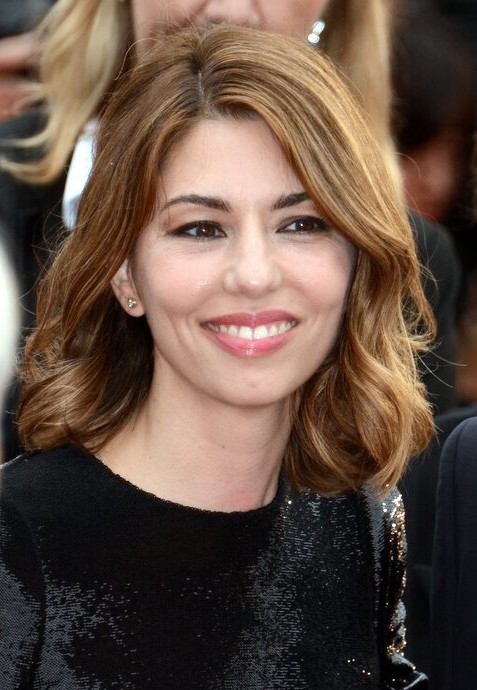
ソフィア・コッポラは脚本賞を獲得した。

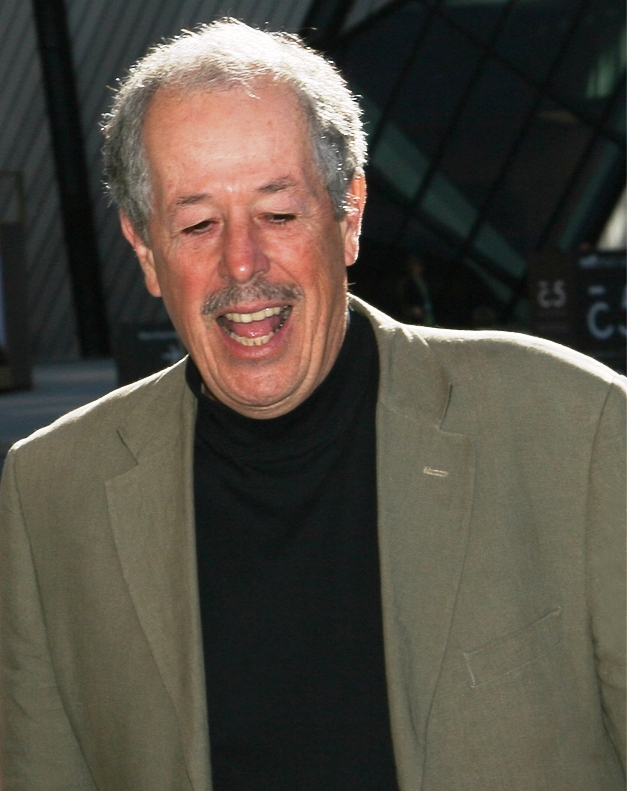
ドゥニ・アルカンは外国語映画賞を獲得した。

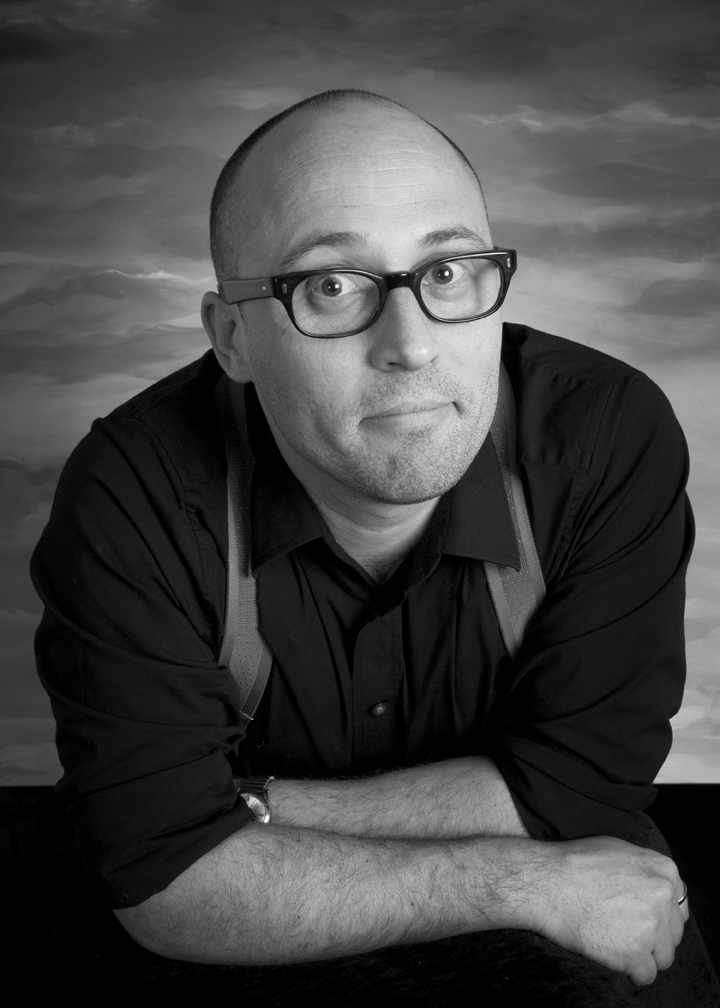
アダム・エリオットは短編アニメ映画賞を獲得した。

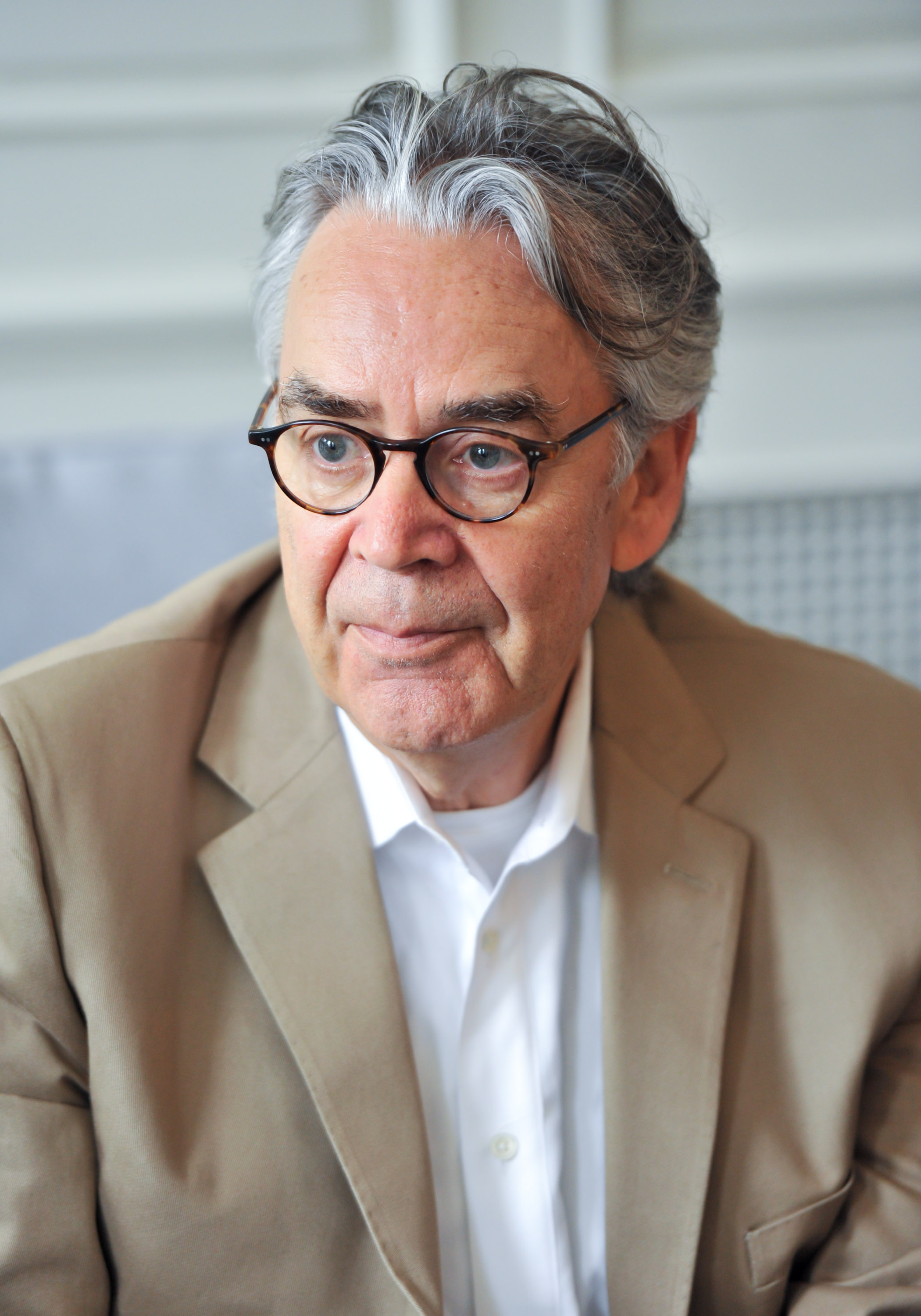
ハワード・ショアは作曲賞・歌曲賞を獲得した。

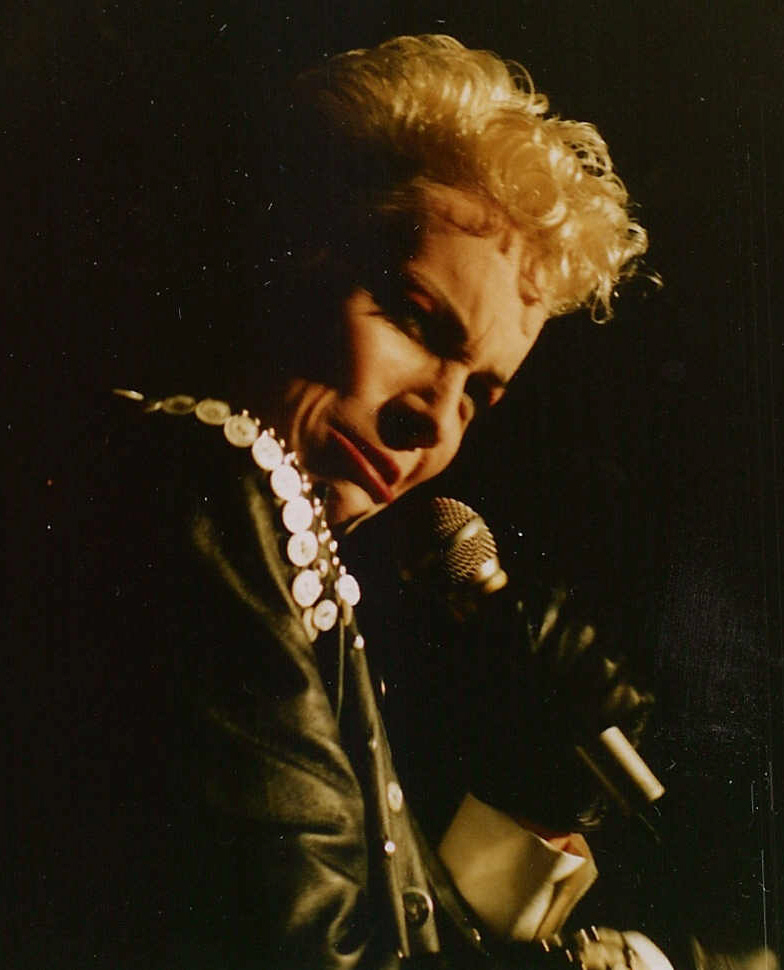
アニー・レノックスは歌曲賞を獲得した。

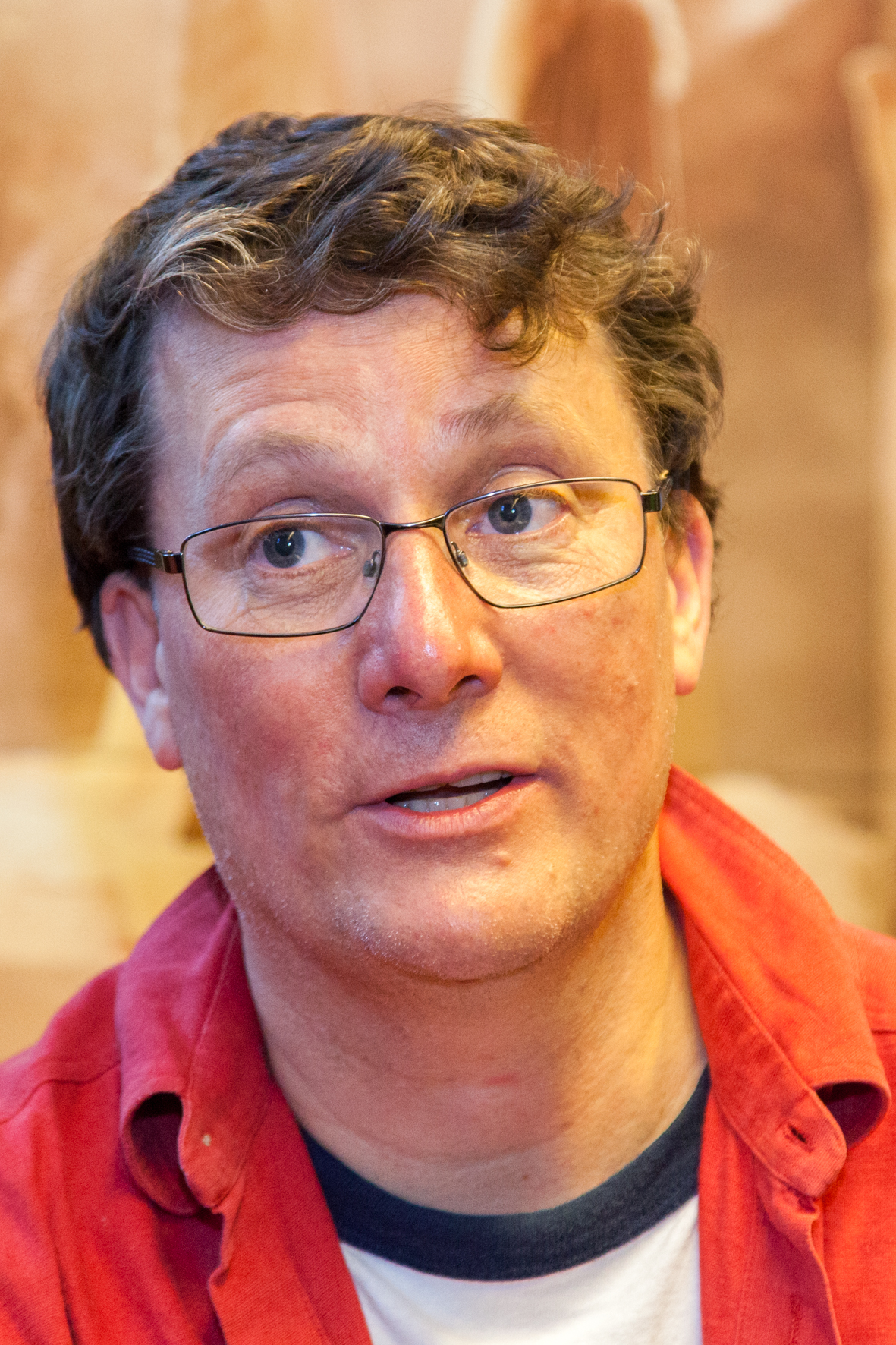
リチャード・テイラーはメイクアップ賞・衣裳デザイン賞を獲得した。

受賞者は各項目最上段に太字でダブルダガー () 付きのものである。
| 作品賞 - 『ロード・オブ・ザ・リング/王の帰還』 - バリー・M・オズボーン、ピーター・ジャクソン、フラン・ウォルシュ - 『ロスト・イン・トランスレーション』 - ロス・カッツ、ソフィア・コッポラ - 『マスター・アンド・コマンダー』 - サミュエル・ゴールドウィン・Jr、ピーター・ウィアー、ダンカン・ヘンダーソン - 『ミスティック・リバー』 - ロバート・ロレンツ、ジュディ・G・ホイト、クリント・イーストウッド - 『シービスケット』 - キャスリーン・ケネディ、フランク・マーシャル、ゲイリー・ロス | 監督賞 - ピーター・ジャクソン - 『ロード・オブ・ザ・リング/王の帰還』 - フェルナンド・メイレレス - 『シティ・オブ・ゴッド』 - ソフィア・コッポラ - 『ロスト・イン・トランスレーション』 - ピーター・ウィアー - 『マスター・アンド・コマンダー』 - クリント・イーストウッド - 『ミスティック・リバー』 |
| 主演男優賞 - ショーン・ペン - 『ミスティック・リバー』 - ジミー・マーカム役 - ジョニー・デップ - 『パイレーツ・オブ・カリビアン/呪われた海賊たち』 - ジャック・スパロウ船長役 - ベン・キングズレー - 『砂と霧の家』 - マスード・アミール・ベラーニ役 - ジュード・ロウ - 『コールド マウンテン』 - I・P・インマン役 - ビル・マーレイ - 『ロスト・イン・トランスレーション』 - ボブ・ハリス役 | 主演女優賞 - シャーリーズ・セロン - 『モンスター』 - アイリーン・ウォーノス役 - ケイシャ・キャッスル＝ヒューズ - 『クジラの島の少女』 - パイケア・アピラナ役 - ダイアン・キートン - 『恋愛適齢期』 - エリカ・バリー役 - サマンサ・モートン - 『イン・アメリカ/三つの小さな願いごと』 - サラ・サリバン役 - ナオミ・ワッツ – 『21グラム』 - クリスティーナ・"クリス"・ウィリアムズ＝ペック役 |
| 助演男優賞 - ティム・ロビンス - 『ミスティック・リバー』 - デイヴ・ボイル役 - アレック・ボールドウィン - The Cooler - シェリー・キャプロウ役 - ベニチオ・デル・トロ - 『21グラム』 - ジャック・ジョーダン役 - ジャイモン・フンスー - 『イン・アメリカ/三つの小さな願いごと』 - マテオ・クアメイ役 - 渡辺謙 – 『ラスト サムライ』 - 勝元盛次役 | 助演女優賞 - レネー・ゼルウィガー - 『コールド マウンテン』 - ルビー・シューズ役 - ショーレ・アグダシュルー - 『砂と霧の家』 - ナデレー・ベーラミ役 - パトリシア・クラークソン - 『エイプリルの七面鳥』 - ジョーイ・バーンズ役 - マーシャ・ゲイ・ハーデン - 『ミスティック・リバー』 - セレステ・ボイル役 - ホリー・ハンター - 『サーティーン あの頃欲しかった愛のこと』 - メラニー・フリーランド役 |
| 脚本賞 - 『ロスト・イン・トランスレーション』 - ソフィア・コッポラ - 『みなさん、さようなら』 - ドゥニ・アルカン - 『堕天使のパスポート』 – スティーヴン・ナイト - 『ファインディング・ニモ』 - アンドリュー・スタントン、ボブ・ピーターソン、デヴィッド・レイノルズ - 『イン・アメリカ/三つの小さな願いごと』 - ジム・シェリダン、ナオミ・シェリダン、カーステン・シェリダン | 脚色賞 - 『ロード・オブ・ザ・リング/王の帰還』 - フラン・ウォルシュ、フィリッパ・ボウエン、ピーター・ジャクソン - J・R・R・トールキンの同名小説より - 『アメリカン・スプレンダー』 - シャリ・スプリンガー・バーマン、ロバート・プルチーニ - ハービー・ピーカーのコミックブックシリーズ『アメリカン・スプレンダー』及びハービー・ピーカーとジョイス・ブラブナー『Our Cancer Year』より - 『シティ・オブ・ゴッド』 - ブラウリオ・マントヴァーニ - パウロ・リンスの小説『Cidade de Deus』 - 『ミスティック・リバー』 – ブライアン・ヘルゲランド - デニス・ルヘインの同名小説より - 『シービスケット』 - ゲイリー・ロス - ローラ・ヒレンブランドの書籍『シービスケット あるアメリカ競走馬の伝説』 |
| 長編アニメ映画賞 - 『ファインディング・ニモ』 - アンドリュー・スタントン - 『ブラザー・ベア』 - アーロン・ブレイズ、ボブ・ウォーカー - 『ベルヴィル・ランデブー』 - シルヴァン・ショメ | 外国語映画賞 - 『みなさん、さようなら』 ( カナダ)、フランス語 - ドゥニ・アルカン - Evil ( スウェーデン)、スウェーデン語 - ミカエル・ハフストローム - 『たそがれ清兵衛』 ( 日本)、日本語 - 山田洋次 - 『アンナとロッテ』 ( オランダ)、オランダ語 - ベン・ソムボハールト - Želary ( チェコ)、チェコ語 - オンドジェイ・トロヤン |
| 長編ドキュメンタリー映画賞 - 『フォッグ・オブ・ウォー マクナマラ元米国防長官の告白』 - エロール・モリス、マイケル・ウィリアムズ - Balseros - カルロス・ボッシュ、ジョセップ・マリア・ドメネク - Capturing the Friedmans - アンドリュー・ジャレッキー、マーク・スマーリング - 『マイ・アーキテクト ルイス・カーンを探して』 - ナサニエル・カーン、スーザン・ローズ・ベア - The Weather Underground - サム・グリーン、ビル・シーゲル | 短編ドキュメンタリー映画賞 - 『チェルノブイリ・ハート』 - マリアン・デレオ - Asylum - サンディ・マクリード、ヴァージニア・レティカー - Ferry Tales - カーチャ・エッソン |
| 短編映画賞 - Two Soldiers - アーロン・シュナイダー、アンドリュー・J・サックス - Die Rote Jacke (The Red Jacket) - フロリアン・バクスマイヤー - Most (The Bridge) - ボビー・ガラベディアン、ウィリアム・ザブカ - Squash - ライオネル・バイリオウ - (A) Torzija [(A) Torsion] - ステファン・アルセニジャヴィッチ | 短編アニメ映画賞 - 『ハーヴィー・クランペット -』 - アダム・エリオット - 『バウンディン』 - バド・ラッキー - Destino - ドミニク・モンフェリー、ロイ・エドワード・ディズニー - 『どんぐりとスクラット』 - カルロス・サルダーニャ、ジョン・C・ドンキン - Nibbles - クリストファー・ヒントン |
| 作曲賞 - 『ロード・オブ・ザ・リング/王の帰還』 - ハワード・ショア - 『ビッグ・フィッシュ』 - ダニー・エルフマン - 『コールド マウンテン』 - ガブリエル・ヤレド - 『ファインディング・ニモ』 - トーマス・ニューマン - 『砂と霧の家』 - ジェームズ・ホーナー | 歌曲賞 - 「イントゥー・ザ・ウエスト」 - 『ロード・オブ・ザ・リング/王の帰還』 - 作詞・作曲: フラン・ウォルシュ、ハワード・ショア、アニー・レノックス - 「ベルヴィル・ランデブー」 - 『ベルヴィル・ランデブー』 - 作曲: ブノワ・シャレ、作詞: シルヴァン・ショメ - "A Kiss at the End of the Rainbow" - 『みんなのうた』 – 作詞・作曲: マイケル・マッキーン、アネット・オトゥール - 「ザ・スカーレット・タイド」 - 『コールド マウンテン』 – 作詞・作曲: T・ボーン・バーネット、エルヴィス・コステロ - 「ユー・ウィル・ビィ・マイ・エイン・トゥルー・ラブ」 - 『コールド マウンテン』 - 作詞・作曲: スティング                                                                                 |
| 音響編集賞 - 『マスター・アンド・コマンダー』 - リチャード・キング - 『ファインディング・ニモ』 - ゲイリー・ライドストロム、マイケル・シルヴァース - 『パイレーツ・オブ・カリビアン/呪われた海賊たち』 – クリストファー・ボイズ、ジョージ・ウォーターズ2世 | 録音賞 - 『ロード・オブ・ザ・リング/王の帰還』 - クリストファー・ボイズ、マイケル・セマニック、マイケル・ヘッジス、ハモンド・ピーク - 『ラスト サムライ』 - アンディ・ネルソン、アンナ・ベルマー、ジェフ・ウェクスラー - 『マスター・アンド・コマンダー』 - ポール・マッセイ、ダグ・ヘムフィル、アート・ロチェスター - 『パイレーツ・オブ・カリビアン/呪われた海賊たち』 - クリストファー・ボイズ、デヴィッド・パーカー、デヴィッド・キャンベル、リー・オルロフ - 『シービスケット』 - アンディ・ネルソン、アンナ・ベルマー、トッド・A・メイトランド |
| 美術賞 - 『ロード・オブ・ザ・リング/王の帰還』 - アート・ディレクター: グラント・メイジャー; セット・デコレーション: ダン・ヘナ、アラン・リー - 『真珠の耳飾りの少女』 - アート・ディレクター: ベン・ヴァン・オズ; セット・デコレーション: セシル・ハイデマン - 『ラスト サムライ』 - アート・ディレクター: リリー・キルバート; セット・デコレーション: グレッチェン・ラオ - 『マスター・アンド・コマンダー』 - アート・ディレクター: ウィリアム・サンデル; セット・デコレーション: ロバート・グールド - 『シービスケット』 - アート・ディレクター: ジェニーン・オッペウォール; セット・デコレーション: レスリー・ポープ | 撮影賞 - 『マスター・アンド・コマンダー』 - ラッセル・ボイド - 『シティ・オブ・ゴッド』 - セザール・シャローン - 『コールド マウンテン』 - ジョン・シール - 『真珠の耳飾りの少女』 - エドゥアルド・セラ - 『シービスケット』 - ジョン・シュワルツマン |
| メイクアップ賞 - 『ロード・オブ・ザ・リング/王の帰還』 – リチャード・テイラー、ピーター・キング - 『マスター・アンド・コマンダー』 - エドワード・ヘンリクス3世、ヨランダ・トゥシエング - 『パイレーツ・オブ・カリビアン/呪われた海賊たち』 - ヴィ・ネイル、マーティン・サミュエル | 衣裳デザイン賞 - 『ロード・オブ・ザ・リング/王の帰還』 – ナイラ・ディクソン、リチャード・テイラー - 『真珠の耳飾りの少女』 - ディーン・ヴァン・ストラーレン - 『ラスト サムライ』 - ナイラ・ディクソン - 『マスター・アンド・コマンダー』 - ウェンディ・スタイテス - 『シービスケット』 – ジュディアンナ・マコフスキー |
| 編集賞 - 『ロード・オブ・ザ・リング/王の帰還』 - ジェイミー・セルカーク - 『シティ・オブ・ゴッド』 - ダニエル・レゼンデ - 『コールド マウンテン』 - ウォルター・マーチ - 『マスター・アンド・コマンダー』 - リー・スミス - 『シービスケット』 - ウィリアム・ゴールデンバーグ | 視覚効果賞 - 『ロード・オブ・ザ・リング/王の帰還』 - ジム・ライジール、ジョー・レッテリ、ランダル・ウィリアム・コック、アレックス・ファンク - 『マスター・アンド・コマンダー』 - ダン・サディック、ステダン・ファングメイヤー、ネイサン・マクギネス、ロバート・ストロンバーグ - 『パイレーツ・オブ・カリビアン/呪われた海賊たち』 - ジョン・ノール、ハル・ヒッケル、チャールズ・ギブソン、テリー・フラジー |

### アカデミー名誉賞
- ブレイク・エドワーズ[16]

### 複数の部門での候補及び受賞作品
| ノミネート数 | 映画                                              |
| ------------ | ------------------------------------------------- |
| 11           | 『ロード・オブ・ザ・リング/王の帰還』             |
| 10           | 『マスター・アンド・コマンダー』                  |
| 7            | 『コールド マウンテン』                           |
| 7            | 『シービスケット』                                |
| 6            | 『ミスティック・リバー』                          |
| 5            | 『パイレーツ・オブ・カリビアン/呪われた海賊たち』 |
| 4            | 『シティ・オブ・ゴッド』                          |
| 4            | 『ファインディング・ニモ』                        |
| 4            | 『ラスト サムライ』                               |
| 4            | 『ロスト・イン・トランスレーション』              |
| 3            | 『イン・アメリカ/三つの小さな願いごと』           |
| 3            | 『真珠の耳飾りの少女』                            |
| 3            | 『砂と霧の家』                                    |
| 2            | 『みなさん、さようなら』                          |
| 2            | 『ベルヴィル・ランデブー』                        |
| 2            | 『21グラム』                                      |

| 受賞数 | 映画                                  |
| ------ | ------------------------------------- |
| 11     | 『ロード・オブ・ザ・リング/王の帰還』 |
| 2      | 『マスター・アンド・コマンダー』      |
| 2      | 『ミスティック・リバー』              |

## プレゼンター
- アレック・ボールドウィン
- ジャック・ブラック
- サンドラ・ブロック
- エイドリアン・ブロディ
- ピアース・ブロスナン
- ニコラス・ケイジ
- ジム・キャリー
- フィル・コリンズ
- クリス・クーパー
- フランシス・フォード・コッポラ
- ソフィア・コッポラ
- トム・クルーズ
- ジョン・キューザック
- ウィル・フェレル
- ジェニファー・ガーナー

- トム・ハンクス
- スカーレット・ヨハンソン
- キャサリン・ゼタ＝ジョーンズ
- アンジェリーナ・ジョリー
- ニコール・キッドマン
- ダイアン・レイン
- ジュード・ロウ
- イアン・マッケラン
- トビー・マグワイア
- ビル・マーレイ
- ジュリアン・ムーア
- バリー・オズボーン
- ジュリア・ロバーツ
- ティム・ロビンス
- スーザン・サランドン

- ジェイダ・ピンケット＝スミス
- ウィル・スミス
- スティーヴン・スピルバーグ
- ベン・スティラー
- スティング
- シャーリーズ・セロン
- ユマ・サーマン
- リヴ・タイラー
- ジョン・トラボルタ
- ナオミ・ワッツ
- ロビン・ウィリアムズ
- オーウェン・ウィルソン
- オプラ・ウィンフリー
- レネー・ゼルウィガー
（アルファベット順）

## 授賞式情報
司会のビリー・クリスタルはこれで授賞式の司会は8回目となり、余裕の進行ぶりであった。『ターミネーター3』、『マスター・アンド・コマンダー』、『ファインディング・ニモ』、『恋愛適齢期』、『ロード・オブ・ザ・リング/王の帰還』、『ラスト サムライ』といったヒット映画のパロディや、作品賞を紹介するメドレー、ロビン・ウィリアムズの物まねなどを披露した。
ABCは放送中の不測の事態に対応するため、ライブではなく5秒遅れで授賞式を放映した。

## In Memorial
昨年亡くなった映画人を偲ぶIn Memorialにはトム・ハンクスが登場し、コメディアン・俳優のボブ・ホープ （2003年7月没）の功績を称えた。ボブ・ホープはアカデミー賞の司会を18回も務めた。また、ジュリア・ロバーツはオスカーを4度受賞したキャサリン・ヘプバーン（2003年6月没）を紹介した。更に、映画芸術科学アカデミーの会長フランク・ピアソンは、同じく協会の会長を務めたことのあるグレゴリー・ペック（2003年6月没）にスポットを当てた。その他には俳優のウェンディ・ヒラー、ホープ・ラング、マイケル・ジェッター、チャールズ・ブロンソン、デヴィッド・ヘミングス、アート・カーニー、ロバート・スタック、グレゴリー・ハインズ、アラン・ベイツ、ドナルド・オコナー、アン・ミラー、脚本家のジョージ・アクセルロッド、デヴィッド・ニューマン、監督のエリア・カザン、ジョン・シュレシンジャー、スタン・ブラッケージ、ドキュメンタリー作家のレニ・リーフェンシュタール、プロデューサーのレイ・スターク、作曲家のマイケル・ケイメンらの功績が称えられた。